# چفیک تیگرودجا
چفیک تیگرودجا (انگلیسی: Chafik Tigroudja؛ زادهٔ ۱۶ ژانویهٔ ۱۹۹۲) بازیکن فوتبال اهل فرانسه است.